# اگونس
اگونس (به فرانسوی: Agonès) یک کمون در فرانسه است که در Canton of Ganges واقع شده‌است.

## خصوصیات
اگونس ۴٫۱۶ کیلومترمربع مساحت و ۲۳۳ نفر جمعیت دارد و ۱۵۰ متر بالاتر از سطح دریا واقع شده‌است.